# Fluweellijster
De fluweellijster (Turdus serranus) is een zangvogel uit de familie lijsters (Turdidae).

## Verspreiding en leefgebied
Deze soort telt vier ondersoorten:
- T. s. cumanensis: noordoostelijk Venezuela.
- T. s. atrosericeus: noordoostelijk Colombia en noordelijk Venezuela.
- T. s. fuscobrunneus: centraal en zuidelijk Colombia en Ecuador.
- T. s. serranus: Peru, westelijk Bolivia en noordwestelijk Argentinië.